# Іван Виговський
Іва́н Оста́пович Виго́вський, ім'я при народженні — Іва́н Оста́пович Лу́чич-Виго́вський гербу Абданк (бл. 1608, Овруч, Річ Посполита — 17 (27) березня 1664, Вільховець, Правобережжя) — український військовий, політичний і державний діяч, генеральний писар Війська Запорозького (1650–1657), гетьман Війська Запорозького та другий очільник Гетьманщини (1657–1659). Ідейний натхненник об'єднання козацької України із Річчю Посполитою, підписант Гадяцького договору, великий гетьман Великого князівства Руського у складі єдиної держави трьох народів (1658–1659), пізніше — воєвода київський (1659–1664).
Походив із православного шляхетського роду. Як і більшість українських гетьманів, здобув хорошу вищу освіту (щоправда, достеменно невідомо де саме — у Київській братській школі чи Києво-Могилянському колегіумі). Після завершення навчання працював у київському і луцькому судах, був намісником луцького старости. Згодом вступив до кварцяного війська Речі Посполитої, де дослужився до звання ротмістра.
На початку Хмельниччини брав участь у битві під Жовтими Водами на боці польських військ. Під час неї потрапив до кримськотатарського полону, з якого тричі намагався втекти, проте щоразу невдало. Зрештою, був викуплений Богданом Хмельницьким, після чого присягнув останньому на вірність та перейшов до нього на службу. Працював особистим писарем гетьмана, а в 1650 році обійняв посаду генерального писаря Війська Запорозького, перебуваючи на якій сформував і фактично очолив козацький уряд — Генеральну військову канцелярію.
Брав безпосередню участь у битвах при Пилявцях (1648), під Збаражем та Зборовом (1649), Берестечком (1651), Батогом (1652), Жванцем (1653), Охматовом та Львовом (1655). Особисто займався розробкою та був присутнім при укладанні Зборівського, Білоцерківського та Переяславського договорів.
З квітня 1657 року, коли Богдан Хмельницький тяжко занедужав, а пізніше й помер, перебував у статусі опікуна малолітнього Юрія та фактично правив як регент. Того ж року обраний на Чигиринській раді новим гетьманом до повноліття Юрія, а невдовзі наново переобраний на Корсунській раді.
Перебуваючи на посаді гетьмана, вирішив змінити вектор розвитку України і виступив за поновлення союзу з Річчю Посполитою замість продовження співпраці з Московією. Через це нажив чимало недругів, першочергово — серед козаків Запорозької Січі та Полтавського полку, а також представників царського уряду, які спільними зусиллями спробували скинути Виговського. Однак 31 травня 1658 року він зумів розбити заколотників і жорстоко покарав полтавську старшину, проте так і не зміг спинити подальші виступи опозиції, що поклало початок Руїні.
В умовах наявності загрози початку війни з Московією, яка виступила на боці антигетьманських сил, у вересні 1658 року уклав Гадяцький договір із Польщею, за яким козацька Україна перетворювалася на Велике князівство Руське — третю федеративну складову оновленої Речі Посполитої. Цим же договором Виговський проголошувався гетьманом новоствореного князівства (безпосереднім правителем якого мав стати польський король) і водночас чигиринським старостою. Проте повноцінно реалізувати угоду так і не вдалося через початок війни з Московією. Річ Посполита Трьох Народів так і не відбулася, адже до влади прийшов Юрій Хмельницький, а Гетьманщина залишилася під впливом царського уряду до 1660 року, коли відбулася знаменита Слободищенська битва.
Під час козацько-московської війни 1658—1659 років, яка розпочалася через бажання царя зберегти вплив на Україну після підписання нею Гадяцького договору, Виговський вщент розбив московитів у битві під Конотопом з допомогою кримського хана Мехмеда IV, а також здобув декілька інших важливих перемог. Проте поступово гетьман усе більше втрачав підтримку власного ж оточення через бажання об'єднання з учорашнім ворогом. У вересні 1659 року передав булаву Юрієві Хмельницькому, після чого виїхав до Речі Посполитої.
Більшість подальшого життя провів на Волині та Галичині, певний час обіймав посаду київського воєводи. У 1660 році взяв участь у Чуднівській кампанії на боці польського війська.
У 1663 році, коли про зречення від булави оголосив Юрій Хмельницький, Виговський намагався повернутися до влади, але програв політичну конкуренцію Павлу Тетері. Після цього став одним із таємних співорганізаторів антипольського повстання, що спалахнуло в 1664 році на Правобережній Україні під проводом Дмитра Сулими, через що був заарештований поляками і страчений у ніч з 16 (26) на 17 (27) березня поблизу села Вільховець.

## Життєпис

### Молоді роки
Іван Виговський народився близько 1608 року в українській православній шляхетській родині Лучичів-Виговських, родове гніздо якої було у Вигові (тоді — Зауської волості Київського воєводства, нині — Коростенського району Житомирської області). Батько майбутнього гетьмана Остап (Остафій) Виговський служив у київського митрополита Петра Могили — видатного церковного і культурного діяча України та Молдови. Джерела вказують, що О. Виговський мав у своїй власності містечко Гоголів на землях сучасної Київщини, де, можливо, й народився майбутній генеральний писар і гетьман. Остап Виговський підтримував міцні зв'язки з Адамом Киселем, котрий активно боровся у першій половині XVII століття проти дискримінації православної церкви. Пізніше, у роки Національно-визвольної війни українського народу середини XVII століття, Остап Виговський осів у Києві, де став намісником Київського замку. Він мав чотирьох дорослих синів — Івана, Данила, Костянтина, Федора та дочку Тетяну. Після поразки І. Виговського й ліквідації Москвою української незалежності, до Сибіру було відправлено більшість його родичів. Остап Виговський мав двох братів — козацького полковника Василя і сотника Самійла Виговських.
Про молоді літá майбутнього гетьмана майже нічого невідомо. Він здобув добру освіту, ймовірно, у Київській братській школі. чи Києво-Могилянському колегіумі, чудово володів, крім рідної української мови, ще й церковнослов'янською, польською, латинською, непогано знав російську мову, був вмілим каліграфом. Згідно із Самійлом Величком Виговський був «вивчений вільним наукам, славився за дотепного і вправного у писарських справах». Не випадково він пізніше виступав як покровитель вище згаданого колегіуму, підкреслював своє знайомство з Теодосієм Софоновичем — ректором Києво-Могилянського колегіуму в 1653-1655 роках, ігуменом Свято-Михайлівського Золотоверхого монастиря у 1655-1672 роках, письменником, теологом та істориком. Не було випадковістю й те, що в ході розвитку українсько-московських відносин саме Виговському на його прохання патріарх Никон надсилав книги, а також священні посудини і ризи. З листа Виговського до Никона від 22 серпня 1653 року довідуємося, що останні були йому потрібні для Свято-Троїцької церкви у Чигиринському монастирі, яку генеральний писар збудував своїм коштом.
Свою військову кар'єру Виговський розпочав «товаришем» у кварцяному війську Речі Посполитої, з якого складався кістяк польської армії. У роки правління короля Владислава IV (1632-1648) Виговський відзначився у боротьбі проти «неприятеля святого Хреста Господного», тобто — османсько-ногайсько-татарської агресії. У 1638 році він став писарем при Яцекові Шемберкові — комісарові Речі Посполитої над Військом Запорозьким у 1638-1648 роках. Очевидно, тоді ж Виговський познайомився та увійшов у тісніші контакти з Богданом Хмельницьким — тодішнім генеральним писарем Війська Запорозького. Принаймні вони зустрічалися під час переговорів на Масловому Ставу (нині село Маслівка).
Іван Виговський був спочатку ротмістром кварцяного війська і в складі авангарду карателів, очолюваного Стефаном Потоцьким, брав участь у битві під Жовтими Водами. У вирішальний момент бою біля Княжих Байраків (16 травня 1648) він бився хоробро, після втрати коня пішо, але поранений знепритомнів і потрапив у полон. Тричі він тікав, але невдало, й тоді його прикували до гармати. Бранця врятував Богдан Хмельницький, котрий викупив його в хана Ісляма III Ґерая за коня. Тоді Виговський дав гетьману присягу вірно йому служити і додержав її.

### Військовий писар

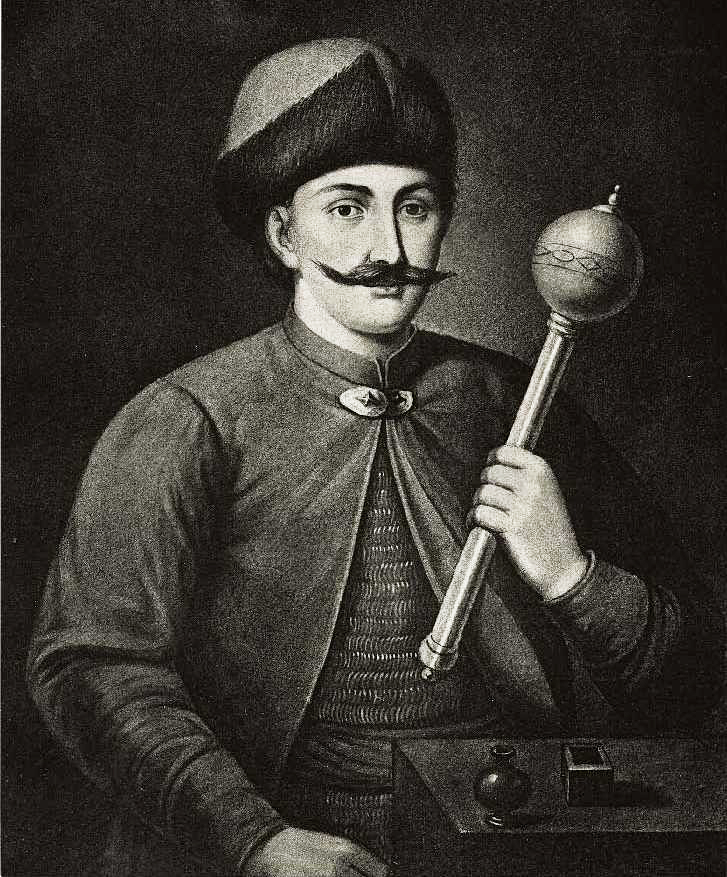
Портрет Івана Виговського

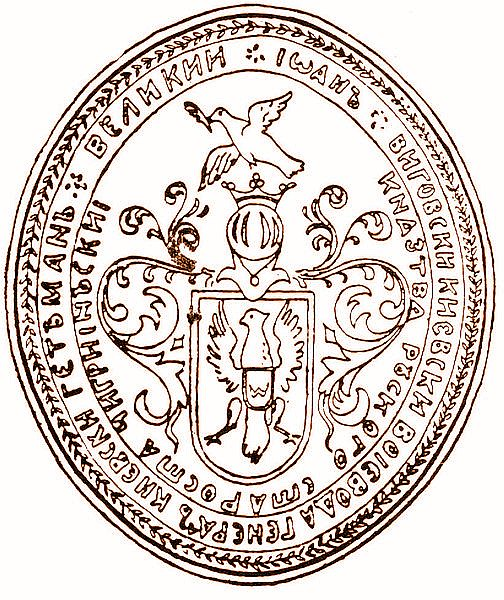
Печатка Івана Виговського

Спочатку став особистим писарем гетьмана та ймовірно, супроводжував Богдана Хмельницького у переможному поході 1648 року. Під час облоги Львова, Хмельницький послав Виговського до трансильванського князя Юрія II Ракоці, про що згадував сам гетьман у своєму листі від 27 листопада 1648. Завдання цієї місії полягало в укладенні союзу. Це було перше українське посольство до Трансильванії, й надалі справа таки дійде до союзу з нею (1656). Будучи спочатку особистим писарем гетьмана, Виговський швидко здобуває авторитет і робить блискучу кар'єру. Брав участь й у кампанії 1649 року. Тоді він став головним поряд з гетьманом упорядником «Реєстру Війська Запорозького 1649 — початку 1650 років». Цей же документ згадує про Виговського вже як про генерального писаря. Новий генеральний писар виступає навіть як співавтор деяких важливих універсалів Богдана Хмельницького, нерідко сам пише їх з волі гетьмана.
За короткий час Виговський створив потужну та високоефективну Генеральну канцелярію. Ця установа була по суті Міністерством закордонних справ і одночасно — внутрішніх. Вона стала тим самим генератором, який згідно з волею гетьмана й ради Війська Запорозького приводив у рух численні привідні пасѝ державної машини. Сюди надходила військово-політична інформація з усіх кінців України і зарубіжних держав, тут приймалися та звідси відправлялися численні посольства, ухвалювалися важливі рішення, котрі поруч з військовими перемогами визначали долю України. Щоб створити таку потужну державну машину й керувати нею, потрібний був величезний талант адміністратора та політика.
Уряд генерального писаря зусиллями Виговського був піднесений до другого після гетьмана, і не випадково західні джерела називають з цього моменту генеральних писарів канцлерами. Хоча склад та механізм функціонування Генеральної канцелярії й донині залишаються недостатньо вивченими, однак можна назвати тих, хто були найближчими співробітниками Виговського. Це М. Гунашевський, про якого вже говорилося, Силуян Мужиловський, шляхтич Соболь, білорус Ярмолович, П'ясецький, ймовірно, Федір Погорецький, Захар Шуйкевич — майбутній генеральний писар Лівобережної Гетьманщини у 60-х і 80-90-х роках XVII століття. Джерела вказують на те, що в Генеральній канцелярії працювали 12 шляхтичів, котрі перейшли на бік повстанців, але на ім'я називають лише одного. Залучали до виконання дипломатичних місій також іноземців, наприклад, грека Івана Мануйлова та серба Василя Данилова. Залучав Виговський до таких місій і свого батька й братів, навіть слуг та челядників.
Існують підстави вважати, що саме Виговський відіграв одну з провідних ролей у формуванні розвідки й контррозвідки України. Ще на початку 1649 року полковник Максим Нестеренко послав до Речі Посполитої з Переяслава 2000 розвідників. Проте пізніше керування цими справами переходить до Виговського. Не випадково агентом останнього був татарський товмач великого візира Сефер Кази-аги, котрий під час сепаратних польсько-кримських переговорів під Кам'янець-Подільським у грудні 1653 року передав генеральному писареві відомості про їхній зміст. Не випадково агентом Виговського у Стамбулі був серб Микола Маркевич, посланий писарем до Османської імперії наприкінці 1653 року. Таким же агентом був і грек Теодозій Томкевич — львівський купець та міщанин, котрий, до речі, брав участь й у дипломатичних контактах уряду з урядами Речі Посполитої та Швеції (1658). Отже, завдяки саме Виговському було створено широку агентурну мережу яка сповіщала гетьмана про все важливе, що діялося не тільки в Україні, але й у Польщі, Литві, Чехії, Моравії, Сілезії, Австрії, Османській імперії, Кримському ханстві, придунайських державах. Ця мережа української розвідки була настільки розвиненою, що навіть і через 25 років лунали скарги вельмож Речі Посполитої на те, що козаки (вже у часи Петра Дорошенка) знають про всі задуми короля. Вони пропонували «добре пошукати» агентів серед українців, що входили в оточення короля Яна ІІІ Собеського.
Після кампаній 1648-1649 брав участь у поході 1650 року, котрий завершився взяттям столиці Молдовського князівства — Ясс. За умовами капітуляції господар Василь Лупул мав віддати свою доньку Розанду заміж за старшого сина гетьмана — Тимофія. Відзначимо, що цей шлюб було взято в 1652 році, і весільний ескорт до Молдови очолював саме Виговський. 1651 року він брав участь у Берестецькій битві, причому саме його з Хмельницьким насильно забрав з поля бою хан. Вирвавшись з неволі, Виговський вжив енергійних заходів для мобілізації додаткових військ, громив під Паволоччю орду, яка поверталася до Криму, обтяжена ясирем. Рішучі дії Виговського змусили ординців прискорити відновлення союзу з Україною. Він відіграв важливу роль також в організації оборони Білої Церкви, та укладенні нового мирного договору (28 листопада 1651 року), що правда, тяжчого в порівнянні із Зборівським.
У 1652 українська армія в битві під Батогом взяла переконливий реванш над поляками за поразку під Берестечком, і в цій битві брав участь також Виговський. У 1653 році він відіграв активну роль у переможних боях під Жванцем, але зрада хана не дала й тут можливості остаточно розгромити ворога. Це спонукало уряд України до посилення контактів з Московською державою та до укладення з нею військово-політичного союзу. Виговський був одним з найпалкіших прихильників такого акту, котрий було укладено у 1654 році. Хоча московсько-український договір того року є недосконалим, незавершеним і короткотривалим, він призвів до виникнення своєрідної конфедерації двох незалежних держав. Поки договір був рівноправним, доти й успішно розвивалася боротьба проти Речі Посполитої. Досить сказати, що українська армія очистила від поляків майже всю Західну Україну. московсько-українські війська дійшли до Любліна, Вільнюса та Риги, причому генеральний писар брав участь у Дрожипільській битві, в поході на Львів (1655 року), у битві під Озерною (19-22 жовтня 1656 року).
Однак після цього Москва зрадила Україну й уклала сепаратне перемир'я з Річчю Посполитою у Вільні. Це виразно показало справжні наміри Москви, далекі від братства, та змусило Хмельницького шукати нових союзників, не загострюючи до часу відносин з царем Олексієм. Було укладено союз з Швецією, Трансильванією і Бранденбургом, внаслідок чого українські козаки брали участь разом із союзниками у взятті Варшави, Кракова, ряду інших міст Речі Посполитої. Річ Посполита опинилася на краю загибелі, й її хроністи з жахом згадували про літа «потопу» 1655-1660 років. Чи варто нагадувати, що Виговський, який проводив енергійну дипломатичну діяльність, особливо, коли гетьман був тяжко хворий в останні два роки свого життя, якнайбільше прислужився до створення могутньої коаліції проти Речі Посполитої.
Однак фортуна відвернулася від керманичів Української держави. Погіршилася міжнародна ситуація, загострилися соціальні суперечності у середині українського суспільства. Москва дедалі менше прагнула перемоги над Річчю Посполитою, намагаючись знищити незалежну Україну та перетворити її в свою колонію. У цей час помер Богдан Хмельницький (1657), і це позбавило Україну загальновизнаного лідера.

### Гетьманство

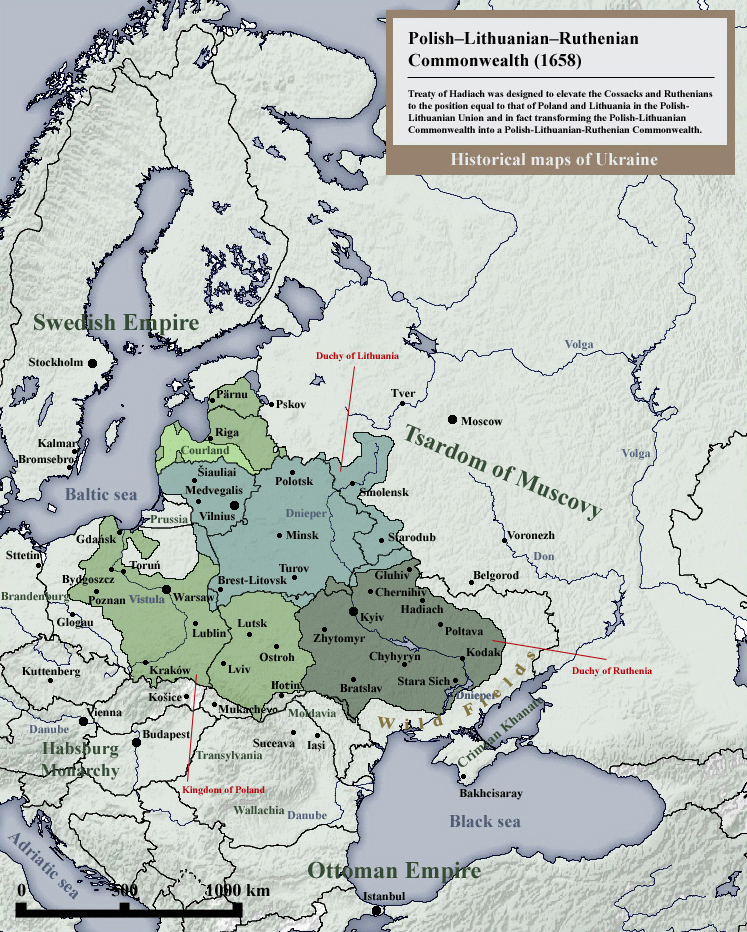
Польсько-литовсько-руська держава в 1658

21 жовтня 1657 обрано гетьманом України (Корсунська рада) в атмосфері гострих суперечностей та посилення московського тиску. В особі Виговського Українська держава мала досвідченого політика, вмілого адміністратора та дипломата, хороброго й талановитого воєначальника. І все ж він поступався Богданові Хмельницькому, хоча вмів гнучко проводити центристську лінію, особливо у гострих соціальних питаннях. Щоправда, і перехід булави до Виговського припав на складний час, коли міжнародне та внутрішнє становище України погіршувалося буквально на очах.

У 1658 гетьман зіткнувся з потужною опозицією, яка всіляко підтримувалася Москвою. Спочатку йому вдалося розгромити опозиціонерів, на чолі яких стояли полтавський полковник Мартин Пушкар і кошовий отаман Яків Барабаш. Побачивши крах першої опозиції, Москва все нахабніше втручається у внутрішні справи Української держави.

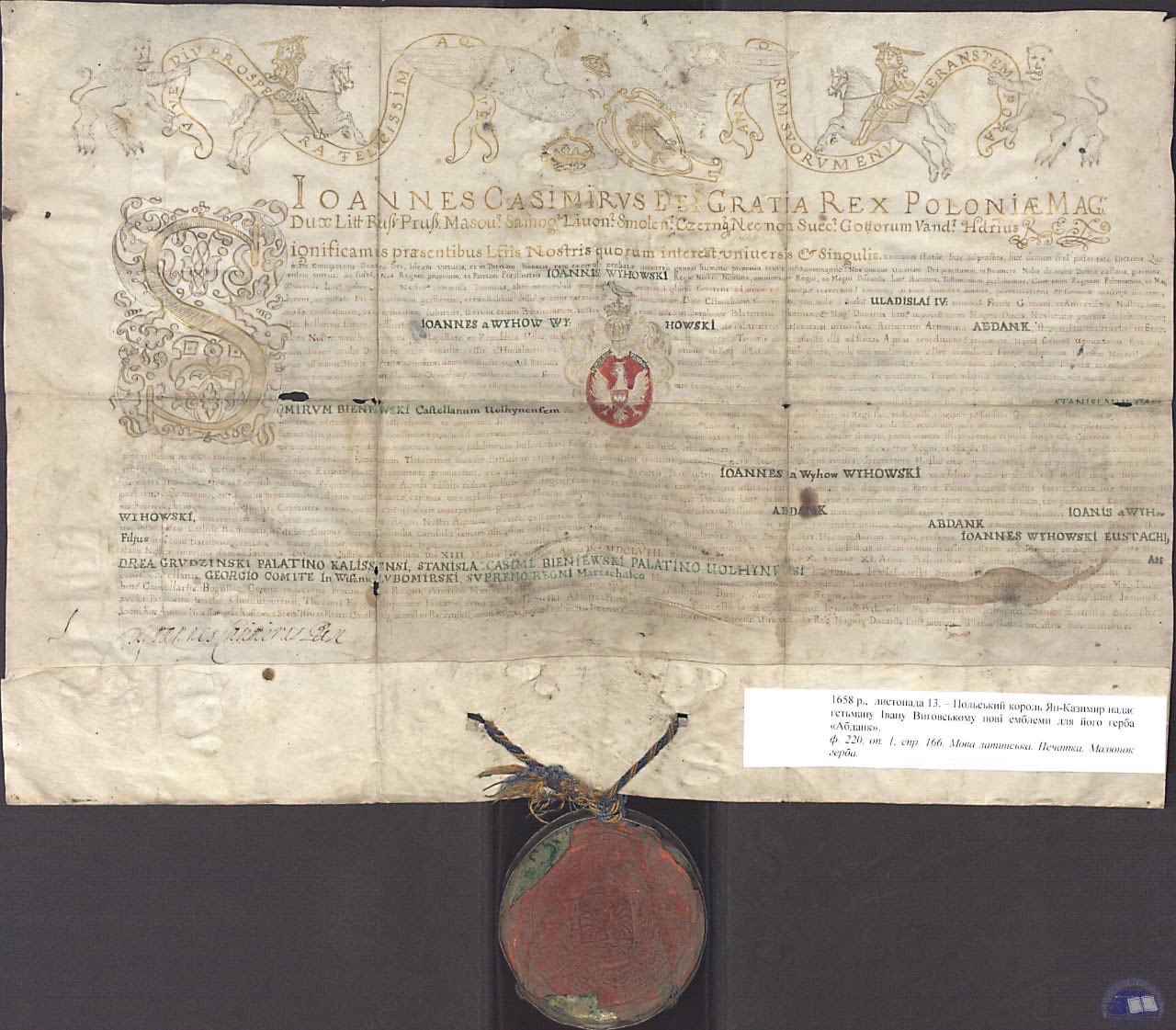
Привілей 1658 року Яна Казимира Івану Виговському

Це призводить до московсько-української війни 1658—1659, яка переплелася з громадянською війною в Україні. У такій ситуації Виговський круто міняє політику. Оскільки пакт 1654 року вже перестав фактично діяти, бо сама Москва його грубо порушила ще в 1656, гетьман уклав з Річчю Посполитою відому Гадяцьку угоду 1658. На її підставі Україна (під назвою Велике князівство Руське) мала входити до Речі Посполитої як рівноправний член конфедерації з Короною Польською та Великим князівством Литовським.
Протидіючи викликаному союзом наступові Москви на Україну, Виговський завдав нищівної поразки стотисячній царській армії під проводом Трубецького 9 липня 1659 у битві під Конотопом. Втрати Трубецького становили близько 40 000 осіб московського війська, близько 15 000 захоплено в полон.
Однак Гадяцький договір швидко спричинив народне повстання проти Виговського. Союз із державою, довготривале панування якої в Україні було кілька років тому повалено, вважався народом неможливим. Та й сама Річ Посполита не мала наміру дотримуватися угоди, хоча Гадяцький договір був ратифікований сеймом Речі Посполитої. Ця битва не призвела до перемоги у війні, а в Україні піднялася нова хвиля виступів опозиції, яка зробила своїм лідером молодшого сина Богдана Хмельницького — Юрія. Хоча останній був ще зовсім молодим, але за його спиною стояли досвідчені полковники Іван Богун, Іван Сірко, Яким Сомко та ін. Війни на два фронти, та ще й громадянської, Виговський не витримав і, не бажаючи подальшого кровопролиття, після однієї з Чорних рад, що відбулася 11 вересня 1659 у містечку Германівка, склав булаву. На його місце обрали Юрія Хмельницького, котрий під тиском Москви підписав Переяславський договір 17 жовтня 1659, що перетворював Україну в автономну одиницю у складі Московського царства, причому ця автономія постійно скорочувалася.

### Київський воєвода
Колишній гетьман переїхав на Волинь, що перебувала тоді під контролем короля, й дістав з волі останнього Барське староство, був сенатором Речі Посполитої та Київським воєводою. Він осів у Барі на Поділлі, куди згодом вирвалася з Чигирина також дружина з малолітнім сином Остапом. Виговський побував у Львові, вступив до Львівського православного братства, не полишив і політику. Також отримав Любомльське староство.
У цей час починається Руїна: Гетьманщина розколюється на дві частини — Правобережну та Лівобережну. Юрій Хмельницький змушений був піти у відставку й постригся у ченці, а новим гетьманом (уже тільки Правобережної України) став Павло Тетеря. Останній у цей період виступив як активний прихильник Речі Посполитої, причому дуже вороже настроєний проти Виговського. Коли Ян II Казимир вдерся до Сіверської України в 1664, то зустрів масовий опір українців, котрі добре пам'ятали польське гноблення до 1648. Похід зазнав поразки, причому агресивні дії Речі Посполитої викликали протест і опір навіть правобережних козаків та їхніх вождів. Саме через це було розстріляно полковника Івана Богуна. На Правобережжі розгорталося могутнє антипольське повстання, котре було спрямоване й проти гетьмана Тетері. У відповідь той разом із своїм кумом Себастьяном Маховським та деякими іншими воєначальниками Речі Посполитої (Стефан Чарнецький та ін.) жорстоко придушував народні виступи.
Коли було схоплено вождя повстання на Правобережжі Дмитра Сулимку, то деякі сліди привели до Виговського, який симпатизував повстанцям і навіть був «мотором усіх нинішніх бунтів». Тому його було заарештовано й позбавлено всіх прав та привілеїв, котрі він мав у зв'язку з сенаторським титулом. Без всякого суду і слідства, навіть без королівського відома, колишнього гетьмана було засуджено до розстрілу.
Коли 16 березня 1664 за ним прийшли, щоб повести на розстріл, він читав акафіст Пресвятій Богородиці. Вирок були виконано в селищі Рокитному (за літописом Юзефовича - у Корсуні), що на Київщині. Колишнього гетьмана та його дружину поховали, як свідчить Чернігівський літопис, у Великому Скиті, але є певні сумніви в достовірності цих свідчень пам'ятки. Доля нащадків Виговського фактично невідома. Але у Речі Посполитій другої половини XVII–XVIII столітті діяли численні Виговські, деякі з яких могли бути нащадками його сина Остапа.

## Могила Гетьмана
Особливий інтерес до цієї теми історики, письменники, археологи, краєзнавці почали проявляти в другій половині XIX — на початку XX ст. Власне ця наукова дискусія виникла з моменту віднайдення заповіту гетьмана. Вперше цей документ оприлюднив професор Михайло Грушевський, якому вдалося відшукати його в Чернігівському літописі. Дещо пізніше заповіт Виговського будуть знаходити в інших історичних джерелах.
Подаю витяг із заповіту: «Тіло моє по християнському порядку землі віддати, котре має лежати в Скиті Великому, у склепі мурованім, в церкві Воздвиження Чесного Хреста. До того ж монастиря ігуменови і братії за відправування сорокоусту соборних парастасів за відпущення моїх гріхів записую дві тисячі золотих, щоби ся сума за чотири роки з містечка мойого Руда по п'ятсот золотих на кожний рік була віддана…»
Сьогодні здається, що вже в нікого не викликає сумніву, що Скит Великий в той час був другою неофіційною назвою Скиту Манявського. Але ж в той час на території колишнього родового маєтку Виговських, що на Жидачівщині, був ще один монастир, не менший ніж Скит Манявський — це Юсиптицький монастир, в якому теж була збудована церква Воздвиження Чесного Хреста (далі ВЧХ), яка мала вольності від самого гетьмана Івана Виговського (1663 р.). Офіційно в документах Юсиптицький скит згадується в кінці XVI — на початку XVII ст., хоча його заснування пов'язують із періодом Галицько-Волинського князівства. Тож мимоволі виникає запитання: який скит тоді мав на увазі гетьман пишучи свій передсмертний заповіт?
Дехто з дослідників схильний був вважати, що саме ігумену Юсиптицького монастиря і його братії заповідав гетьман І. Виговський 2000 золотих. Адже відомо, що після відходу від гетьманства (1659 р.) Виговський часто навідувався до свого родового містечка Руди. Цілком зрозуміло, що, як людина глибоко релігійна, він неодноразово відвідував церкву ВЧХ, яка знаходилася на території Юсиптицького монастиря, якій, як уже згадувалося, надав вольності гетьман. Там, мабуть, він зустрічався з монахами. Очевидно, що відвідування церкви ВЧХ в Юсиптицькому скиті та зустрічі з монахами могли стати підсвідомою домінантою при складанні передсмертного заповіту. Тобто, складаючи заповіт, гетьман не вказав назви скиту, оскільки писав про щось дуже рідне, близьке.
Проведені археологічні розкопки на поч. XXI ст. науково підтвердили, що саме тут, два кілометри на південь від центру с. Йосиповичі (Юсиптичі) Стрийського району, нині урочище «Бучина», стояв великий монастир.
Варто відзначити, що Й. Ролле (1830—1894) — автор 80 історичних монографій, що лягли в основу 21 тому його творів. Важко повірити, щоб такий досвідчений історик допускався неточностей у викладі історичних фактів. «Після довгих клопотів, — пише Й. Ролле, — їй (дружині) вдалося отримати тіло чоловіка… Виговського поховали в монастирі біля Руди-Гніздичівської, в підземеллях Хрестовоздвиженської церкви».
Припущень про поховання Виговського може бути досхочу, бо щоб захистити могилу від сплюндрування, на ній могли написати будь-що, поховати зовсім в іншому місці. Таких місць у володінні Виговських було багато: це і Йосиповичі, і Руда, у монастирі або сільських церквах. Він також міг бути похованим, а пізніше перепохованим в Руді або Новому Селі, де він мав замок, або взагалі з самого початку бути похованим в Облазницькій церкві св. Євстахія, котра зберегла досі свій вигляд, якою ще її бачив гетьман, а він не раз навідував цю церкву і подарував цій церкві дві патериці та богослужбові книги. Версій та теорій є багато, а ось якісного археологічного дослідження так і немає.
Якщо уважно проаналізувати існуючі історичні джерела щодо місця поховання гетьмана І. Виговського, то знаходимо достатньо вагомих підстав стверджувати, що першим місцем поховання гетьмана була церква ВЧХ, яка знаходилася на території Юсиптицького монастиря.

## Герб

Герб Івана Виговського (1659)

Герб гетьмана Великого князівства Руського Івана «Левове Серце» Виговського 1659 року — єдиний відомий на сьогодні приклад, де в одному щиті поєднано державні герби Польщі (Білий Орел), Литви-Білорусі (Погоня Литовська) та Руси-України (Погоня Руська) — Речі Посполитої трьох народів.
Опис герба подано в королівському привілеї 4 червня 1659 року:

| do starożytnego herbu domu iego Abdank nazwanego pod pokryciem herb królestwa Polskiego orła białego w polu purpurowym, przydaiemy; za krwawe zaś odwagi i więzienia podięte herb zwyczajny xiążąt ruskich, to iest rycerza na koniu siedzącego, smoka biiącego pozwolamy; że buntowników, którzy temu pokoiowi z nami i Rzeptą postanowienemu są przeciwni, sczęśliwie gromi i ukracza, herb lwa żółtego w polu zielonym, miecz dobyty w łapach trzymaiącego, do dawnego titułu Lwoserd Wyhowski przypisuiemy. W ostatku, iż tenże wielmożny Ian Wyhowski, hetman nasz zaporozki, tytuł szlachecki polski nad wszystkie insze tytuły najzacniejszym poczytać i naznaczniejszym, zaczym też sczery candor i iasną życzliwość swoię przeciwko ojczyźnie oświadczaiąc pokazał się, bydź onej verum et candide amantem ciuem. Dla tegoż osobliwy herb xiążąt litewskich Pogonia in campo candido seu albo onemu przydaiemy, a herb iego starożytny Abdank we środku tych pomienionych czterech herbów zostawać ma takim, iakim tu na przywileiu wyrażono iest sposobem |
| |

## Власність
Отримав від короля маєток у Деражні.

## Сім'я

###### Батько:Остап Виговський
- Брат (?) — Данило Виговський, бихівський полковник.

+ Катерина Хмельницька, донька гетьмана Богдана Хмельницького; за іншими даними, Мирона Кордуби, — Олена Хмельницька
- Перша дружина (1620-1656) — NN Яблонська
- Донька — Мар'яна Виговська

+ Михайло Гунашевський, православний шляхтич, автор Львівського літопису; служив у Генеральній канцелярії, виконував дипломатичні доручення Хмельницького; пізніше став київським протопопом (1657), потім перемишльським кафедральним пресвітером (1667-1672).
- Друга дружина (1656-1664) — Олена Стеткевич, донька новогрудського та мстиславльського каштеляна Богдана Стеткевича, покровителя Києво-Могилянського колегіуму, фундатора православного Кутеїнського монастиря (через свого тестя Виговський увійшов у родинні зв'язки з рядом відомих українських і білоруських князівських та шляхетських родів, наприклад, з князями Соломирецькими). Померла раптово після отримання звістки про смерть чоловіка[8]. Портрет є в «Музеї Івана Виговського» у селі Руда[9].
- Син — Остап Виговський (1657 — ?), у 1698 у Львові[джерело?] Остап Виговський продав Барське староство Єжи Домініку Любомирському[10].

Каспер Несецький стверджував, що гетьман мав сина Івана, який одружувався 2 рази; з першою дружиною був батьком Івана, Костянтина та Мар'яни (її чоловік — Йосиф (Юзеф) Жевуський); друга дружина Завадська народила сина Станіслава, який одружився з Єловицькою.

## Оцінки
Аналізуючи взаємовідносини Хмельницького і Виговського можна дійти висновку, що гетьман та генеральний писар діяли, як правило, узгоджено, причому кожен мав свій «імідж» і проводив відповідну лінію в ході дипломатичних контактів. Виговському, звичайно, відводилася роль «буфера», провідника нібито м'якшої, ніж у Хмельницького, лінії. Це давало змогу краще виявити наміри протилежної сторони, навіть її агентуру, створювало додаткові можливості для дипломатичного маневру Б. Хмельницького.
Звичайно, не можна говорити про повну тотожність політичних позицій гетьмана й генерального писаря. Якщо перший був представником центру, то другий тяжів до поміркованих (М. Громика, Г. Гуляницький, Г. Лісницький, генеральний суддя С. Зарудний, генеральний обозний Т. Носач та ін.), котрі прагнули досягнути компромісу з Річчю Посполитою. Через це Виговського недолюблювали представники радикальної течії (М. Кривоніс, Д. Нечай, Л. Мозиря, М. Гладкий, С. Подобайло й ін.), а також московської партії (М. Пушкар, І. Барабаш). Ці протиріччя склали передумови для гетьманства Виговського та визначили його долю. Фактично Виговський виконав волю пізнього Хмельницького, який помітив порушення Переяславської ради Москвою та шукав можливості перегляду чи розриву її. Але Виговський не мав тієї харизми, завдяки якій Хмельницький перетворив чергове повстання козаків на Визвольну війну України.
Микола Костомаров оцінював Виговського як борця за незалежність своєї батьківщини від московського панування. На думку історика гетьман початково був вірний союзу із Москвою, але згодом перейшов на антимосковські позиції через відмову царського уряду допомогти приборкати опозицію. Також історик відзначав вплив Юрія Немирича, що переорієнтував Виговського на союз із Варшавою.
На думку історика Валерія Степанкова Виговський був талановитим адміністратором, воєначальником і дипломатом. Він став першим гетьманом української козацької держави, що був страчений за участь у боротьбі за її незалежність. Історик Наталя Яковенко ставить Виговському в заслугу створення Генеральної військової канцелярії — адміністративного і дипломатичного штабу Хмельницького, мозкового центру козацької революції
Серед критичних зауважень на його адресу лунали прорахунки у внутрішній політиці — визнання верховенства старшинської ради, що призвело до послаблення центральної влади та посилення самовладдя старшин; нехтування «Вольностями Війська Запорозького», поширення практики оренд, усунення від боротьби зі збільшенням оподаткування, спроби відновлення шляхетського землеволодіння; послаблення гетьманської влади за відсутності підтримки більшості з боку козацтва та старшини.

## Вшанування пам'яті

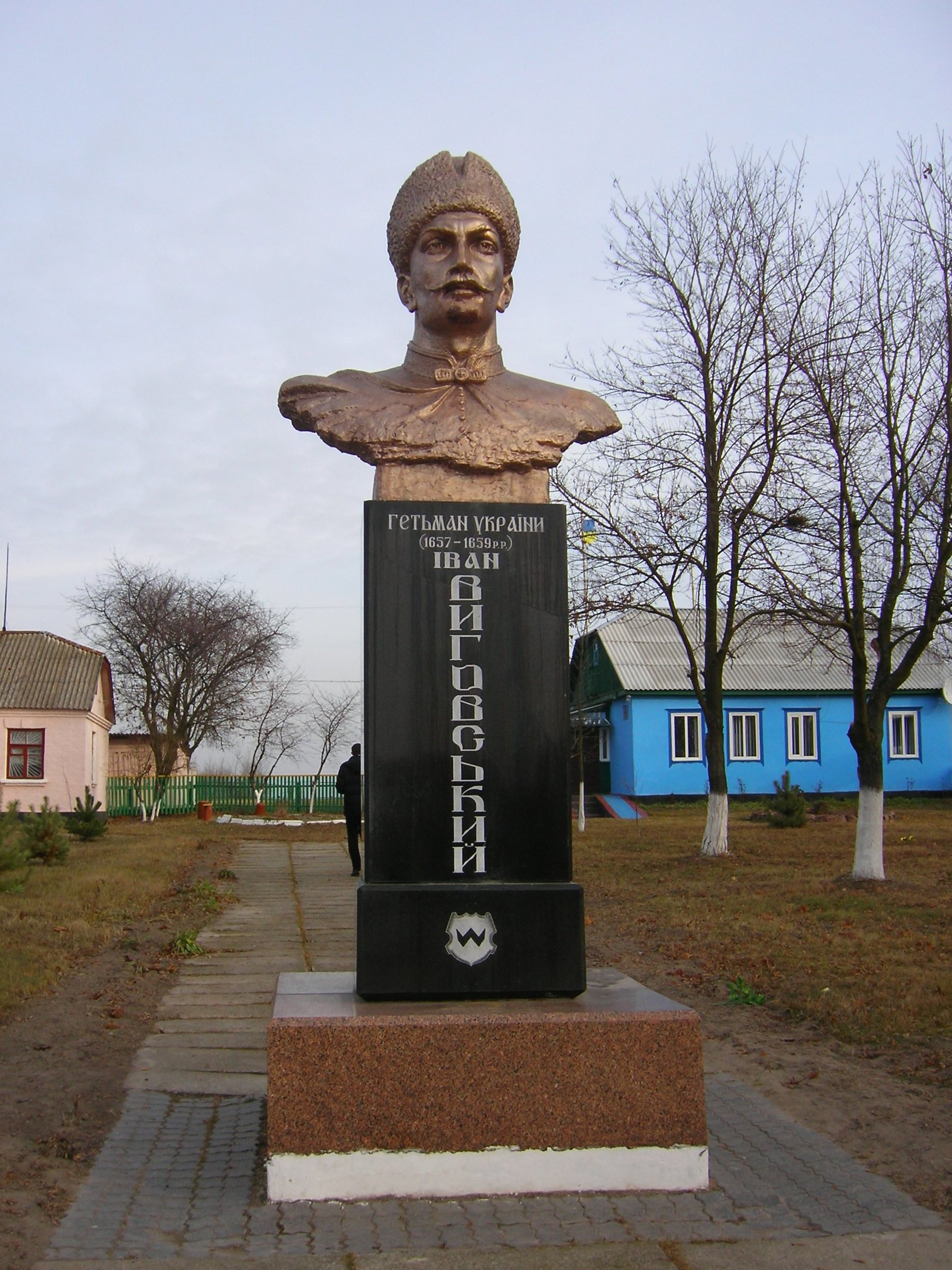
Пам'ятник у селі Вигові Житомирської області

### У літературі
- «Гетьман Іван Виговський» — роман Івана Нечуя-Левицького

- «На брата брат» — роман Юрія Мушкетика

- «Унія» — роман Володимира Єшкілєва
- «Між двох орлів» — роман-трилогія Ярослави Дегтяренко

### У кінематографі
- Іван Виговський (2009) — документальний фільм режисера Тараса Каляндрука[15]
- Гетьман (2015) — фільм режисера Валерія Ямбурського[16]

### Топоніміка
- На честь гетьмана Івана Виговського названо вулиці у багатьох містах України.
- Вулиця Івана Виговського у Білій Церкві.
- Вулиця Івана Виговського у Борисполі.
- Вулиця Івана Виговського у Вінниці.
- Вулиця Виговського у Івано-Франківську.
- Вулиця Івана Виговського у Кам'янці-Подільському.
- Вулиця Івана Виговського у Києві.
- Вулиця Гетьмана Івана Виговського у Коростені.
- Вулиця Виговського у Львові.
- Вулиця Івана Виговського у Самборі.
- Вулиця Гетьмана Виговського у місті Ніжин.
- Вулиця Гетьмана Виговського у Овручі.
- Вулиця Гетьмана Івана Виговського у Полтаві.
- Вулиця Івана Виговського у Тернополі.
- Вулиця Івана Виговського у Херсоні.
- Вулиця Івана Виговського у Чигирині.
- село Виговське Київської області.

### Пам'ятники та музеї

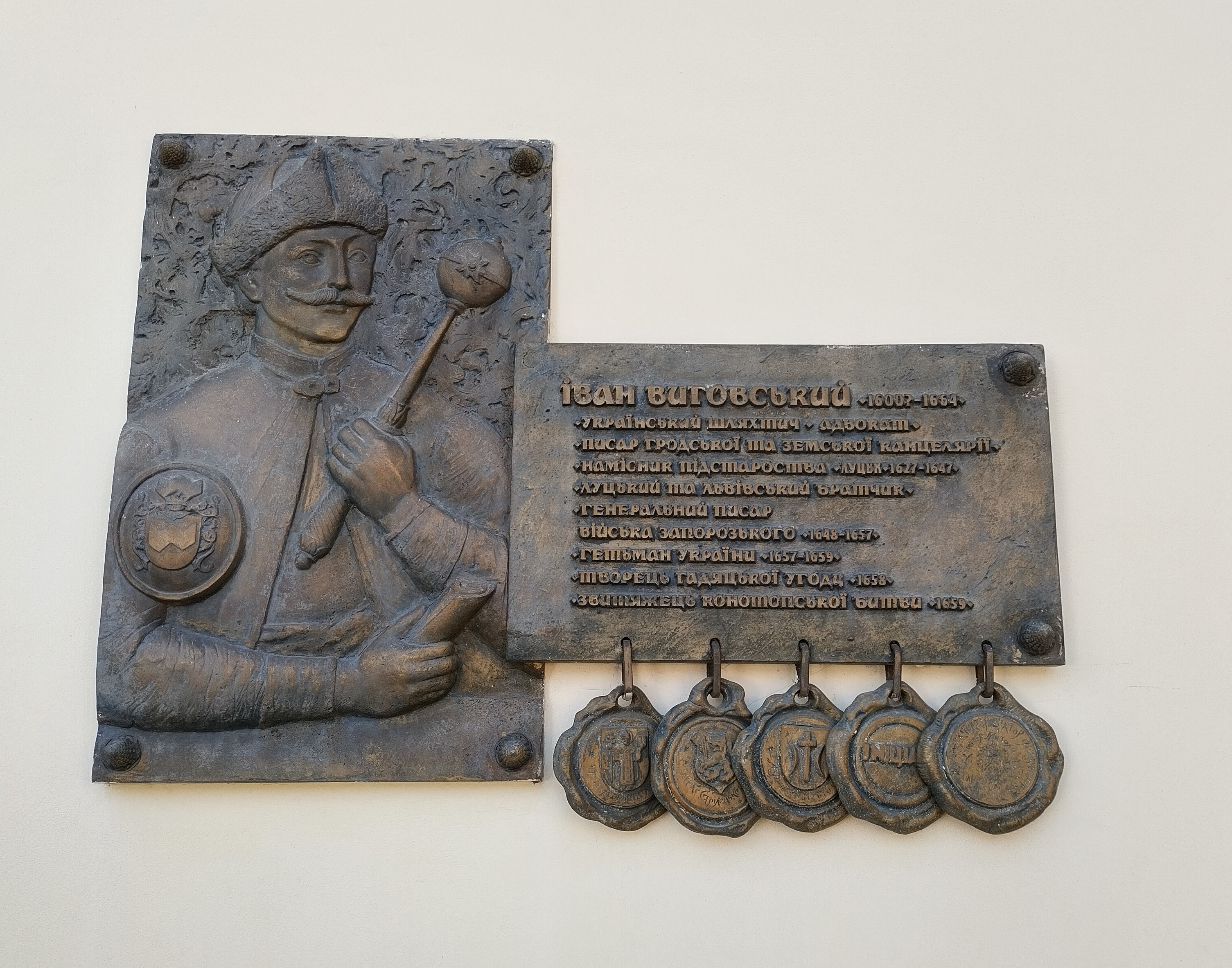
Меморіальна дошка Івану Виговському на фасаді Луцького художнього музею

- Погруддя у селі Манява Івано-Франківської області.
- За сприяння Героя України Бориса Возницького в селі Руда (Жидачівський район, Львівська область) створено Музей Івана Виговського. Вибір місця розташування музею не випадковий — саме тут жила родина Виговських. Залишились лише рештки замку. За планом, музей може мати площу близько 1 000 м². До музею Виговського планують перевезти церкву 1724 року із сусіднього села, яку побудував син гетьмана.[9][17]
- 14 жовтня 2002 року в родовому селі Вигів Коростенського району Житомирщини було встановлено пам'ятник гетьману Івану Виговському.
- 24 жовтня 2010 року у місті Луцьку під залпи козацької гармати було урочисто відкрито меморіальну дошку пам'яті гетьмана Івана Виговського. Дошку встановлено в Луцькому замку на будівлі Художнього музею. Представники духовенства освятили її. Автор — Микола Кумановський.
- Пам'ятник на території Германівської гімназії. Перший в Україні пам'ятник Виговському.

### Військові формування
- 4-та окрема танкова бригада імені гетьмана Івана Виговського
- 58-ма окрема мотопіхотна бригада імені гетьмана Івана Виговського
- 540-ва зенітна ракетна Львівська бригада імені гетьмана Івана Виговського
- 3 курінь УПЮ імені Івана Виговського.[18]

### Інше
- На його честь названа ЗОШ № 28 м. Житомира
- 8 березня 2024 року Президент України Володимир Зеленський присвоїв ім'я "Гетьман Іван Виговський" корвету класу Ada, який для України виготовила Туреччина.[19]

### Відео
- Іван Виговський — Програма «Велич особистості» [Архівовано 17 грудня 2020 у Wayback Machine.] // Радіо Holos.fm, 2014